# Мзія Амаглобелі
Мзія Амаглобе́лі (груз. მზია ამაღლობელი; нар. 12 травня 1975, Шуахеві) — грузинська журналістка, відома як співзасновниця незалежних медіа Batumelebi та Netgazeti.
Була заарештована 12 січня 2025 року під час пост-виборчих протестів, що сколихнули Грузію, за звинуваченням у тому, що вона дала ляпаса начальнику поліції Батумі. Поміщена під варту, їй загрожувало до 7 років ув'язнення. З початку свого тимчасового ув'язнення вона розпочала голодування, яке тривало кілька десятків днів.
За словами грузинського громадянського суспільства, юристів та міжнародних правозахисних організацій, кваліфікувати її дії як «напад» та переслідувати в кримінальному порядку є необґрунтованим, непропорційним та несправедливим. За словами її адвокатів, звинувачення проти журналістки є політично вмотивованими та є спробою залякування. Тимчасове ув'язнення Амаглобелі описується як посягання на свободу преси.
6 серпня 2025 року її засудили до двох років ув'язнення.

## Біографія

### Молодість та професійна кар'єра
Мзія Амаглобелі народилася 12 травня 1975 року в Шуахеві. Вона працювала в Батумі, місті в Грузії на узбережжі Чорного моря. У 2001 році вона разом зі своєю партнеркою Етер Турадзе заснувала місцеве медіа Batumelebi. Через успіх вони згодом створили Netgazeti, яке публікує інформацію на національному рівні. Обидва незалежні видання вважаються «неупередженими та надійними джерелами інформації серед глибоко поляризованих медіа Грузії».
Під час пост-виборчих протестів 2024–2025 років вона висвітлювала протестний рух, але безпосередньо не брала участі в мітингах у Батумі. Вона свідчила про репресії з боку поліції, що призвели до численних поранень.

### Арешт та голодування

#### Подвійний арешт
11 січня 2025 року, дізнавшись, що її друга затримала поліція за розклеювання плакатів із закликом до страйку, вона прийшла на мітинг із вимогою його звільнення та наклеїла плакат на фасад поліцейського відділку, що стало незаконним згідно з законом, ухваленим кількома днями раніше. Знята на камери спостереження, вона була заарештована вперше: у поліцейському звіті їй закидали «непокору законному наказу поліції», а також образи на адресу поліцейських, що спростовують інші активісти, які були присутні на місці події. Їй було пред'явлено звинувачення в адміністративному правопорушенні, через кілька годин її звільнили, і вона повернулася на протест, де її привітали інші активісти.
Невдовзі, 12 січня, її знову заарештували після того, як вона дала ляпаса Іраклію Дгебуадзе, начальнику поліції Батумі, який неодноразово її ображав. Інцидент стався під час сутичок між протестувальниками та поліцією. За даними грузинського відділення Transparency International, ляпас «був символічним і недостатньо сильним, щоб завдати травм». НУО стверджує, що дія «такої незначної важливості» не може становити злочину.

#### Судовий процес
14 січня її помістили у тимчасове ув'язнення на два місяці до в'язниці Руставі, їй загрожувало від 4 до 7 років ув'язнення за звинуваченням у «нападі на поліцейського».
На першому судовому засіданні вона тримала примірник книги англ. How to Stand Up to a Dictator Марії Ресси, лауреатки Нобелівської премії миру 2021 року, проводячи паралелі між розповіддю в книзі та репресивною й авторитарною політикою «Грузинської мрії». Марія Ресса відповіла заявою про протести в Грузії та ув'язнення Амаглобелі під час виступу на річниці у Ватикані.
Наступне судове засідання відбулося 4 березня.

#### Голодування
З початку свого тимчасового ув'язнення вона розпочала голодування. Про це вона оголосила в листі 20 січня, заявивши, що «Свобода варта більше, ніж життя», і уточнила, що вживає лише воду. Вона стверджувала, що зазнала жорстокого поводження у в'язниці з боку Іраклія Дгебуадзе. Спеціальна слідча служба Грузії (агентство, що займається розслідуванням зловживань з боку представників влади) того ж дня розпочала розслідування на прохання Асоціації молодих юристів Грузії; 10 поліцейських, включаючи Дгебуадзе, були допитані як свідки, але ніхто з них не був відсторонений.
30 січня 2025 року, після 19 днів відмови від їжі, Асоціація молодих юристів Грузії повідомила про погіршення фізичного стану Мзії Амаглобелі, яка «має труднощі з ходьбою». Наступного дня пенітенціарна служба спростувала ці звинувачення і заявила, що «здоров'я журналістки Мзії Амаглобелі наразі є задовільним і стабільним», закликаючи її припинити голодування.
4 лютого 2025 року її доставили до лікарні, але вона продовжувала відмовлятися поступатися владі. 7 лютого група лікарів, уповноважена Народним захисником, рекомендувала продовжити її госпіталізацію після 27 днів голодування.
18 лютого Мзія Амаглобелі вирішила припинити голодування. Після 38 днів вона оголосила в листі, що найближчими днями спробує відновити свій режим харчування.

#### Реакції
Утримання Мзії Амаглобелі під вартою, незважаючи на погіршення її стану здоров'я, було розкритиковано правозахисними організаціями, які вимагали кращих умов утримання та посиленого нагляду за її станом. Грузинські журналісти, організації грузинського громадянського суспільства, а також протестувальники закликали до її звільнення. Міжнародна федерація журналістів зробила те саме 29 січня 2025 року, разом із 12 організаціями із захисту свободи преси, включаючи Міжнародний інститут преси. Асоціація молодих юристів Грузії заявила, що її арешт «політично вмотивований».
4 лютого 2025 року група депутатів Європейського парламенту закликала до негайного звільнення журналістки та інших ув'язнених активістів.
Депутат від правлячої партії Мамука Мдінарадзе закликав її припинити голодування і заявив, що її не слід вважати «людиною, яка проявила великий героїзм». Мер Тбілісі Каха Каладзе, одна з ключових фігур партії «Грузинська мрія», вимагав, щоб вона вибачилася перед поліцейським, якому дала ляпаса.

#### Засудження
6 серпня 2025 року, після дводенного судового засідання, Мзію Амаглобелі було засуджено до двох років ув'язнення за «напад на поліцейського». На її суді були присутні кілька відомих особистостей, зокрема Саломе Зурабішвілі. Репортери без кордонів засудили «упереджений процес, затьмарений порушеннями» та «свавільне рішення, що відображає авторитарний ухил влади».